# Moto diretto

In questa animazione il satellite color arancio descrive un'orbita retrograda rispetto al suo pianeta e agli altri tre satelliti che invece si muovono con moto progrado.

Un corpo celeste si dice dotato di moto diretto o di moto progrado quando si muove nella stessa direzione tenuta generalmente dai corpi che sono all'interno del suo stesso sistema; il moto opposto è denominato retrogrado.
Nel sistema solare quasi tutti i corpi celesti ruotano nello stesso verso: infatti, un osservatore che dall'alto guardasse il Polo Nord terrestre li vedrebbe ruotare di norma in senso antiorario.
Tutti i pianeti del sistema solare ruotano con moto di rivoluzione intorno al Sole con moto diretto, mentre non tutte le comete seguono questa regola: alcune di esse, infatti, si muovono con moto retrogrado.
Anche il moto di rotazione dei pianeti intorno al proprio asse avviene generalmente con moto diretto: fanno eccezione Venere e Urano che ruotano con moto retrogrado.
Il termine "progrado" deriva dal latino ed è composto dall'avverbio "pro", ossia "in avanti" e dal verbo "gradi", ossia "camminare": significa quindi che cammina in avanti.